# Krbava

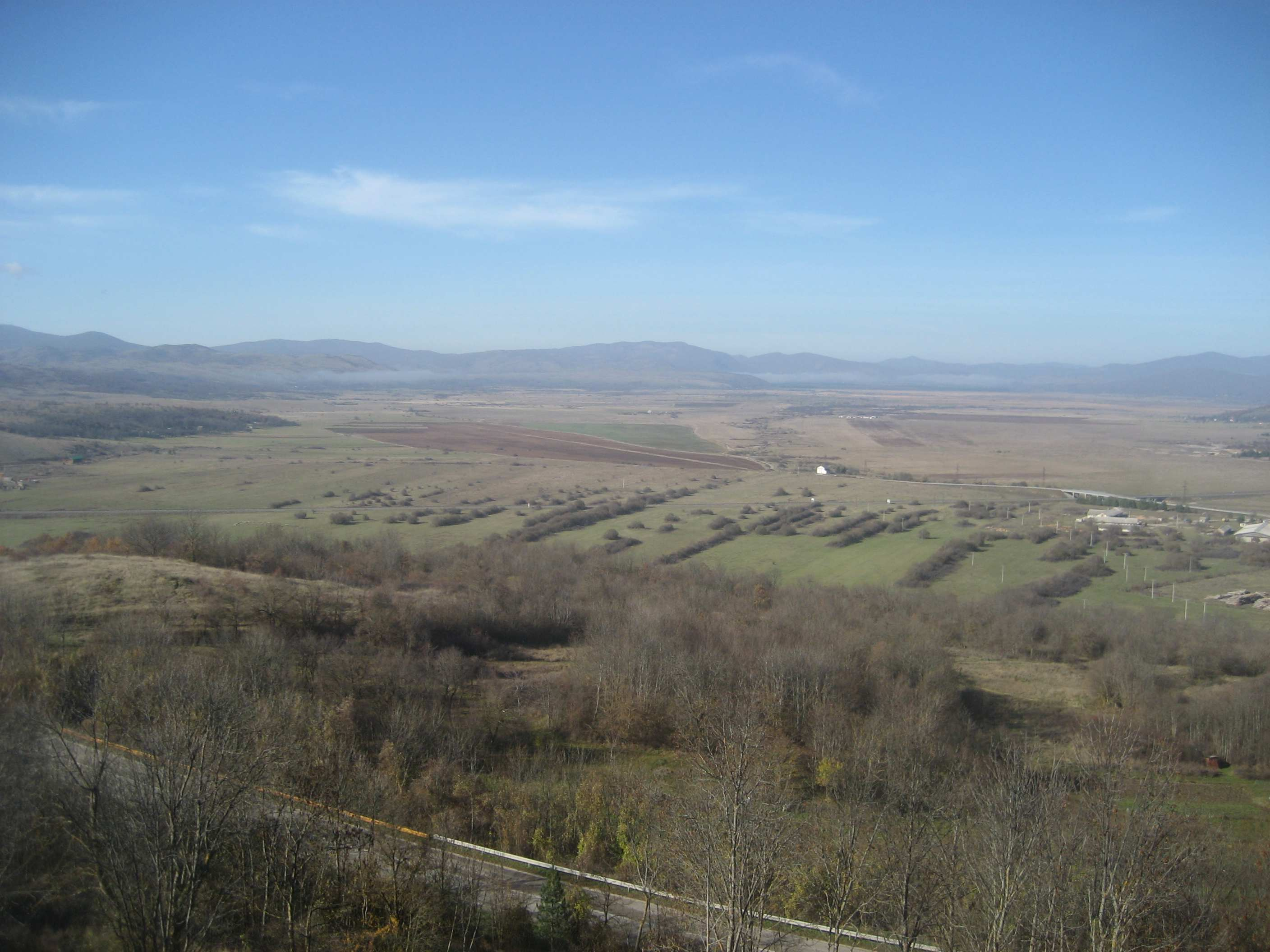
Krbavsko polje

Krbava – kraina historyczna w Chorwacji, część Liki, administracyjnie należąca do żupanii licko-seńskiej.
Stolicą regionu jest Korenica. Krbava jest obszarem krasowym (pola krasowe Koreničko, Podlapačko, Bijelo i największe Krbavsko). W średniowieczu wiodły przez nią istotne szlaki z Bośni w stronę Morza Adriatyckiego. W latach 1527–1689 znajdowała się pod panowaniem osmańskim.